# Oreste Bilancia
Oreste Bilancia (Catania, 24 settembre 1881 – Roma, 31 ottobre 1945) è stato un attore italiano, attivo dall'epoca del cinema muto.

## Biografia
Partecipò a oltre 100 film (molti dei quali girati alla Fert di Torino) nell'arco di 30 anni di attività nel mondo del cinema. Fu anche attore teatrale negli ultimi anni di attività, lavorando al fianco di attori come Anna Magnani e Totò.
In Italia, fra il 1929 e il 1931, era obbligatorio eliminare per legge le parole straniere scritte e parlate togliendo il sonoro nei film. Così, in quell'epoca, per superare tale inconveniente si ricorsero a molti stratagemmi. Fra i tanti, nati agli inizi della preistoria del doppiaggio italiano nel cinema delle origini, Oreste Bilancia assieme ad Alberto Capozzi parteciparono ad uno dei più curiosi: per il film Marocco (1930) di Joseph von Sternberg si allestiva una versione italiana, dove venivano aggiunte delle scene con i due attori italiani che narravano ciò che gli altri attori americani si erano detti poco prima, come ricorda l'aneddoto di Guido Fink.

## Filmografia

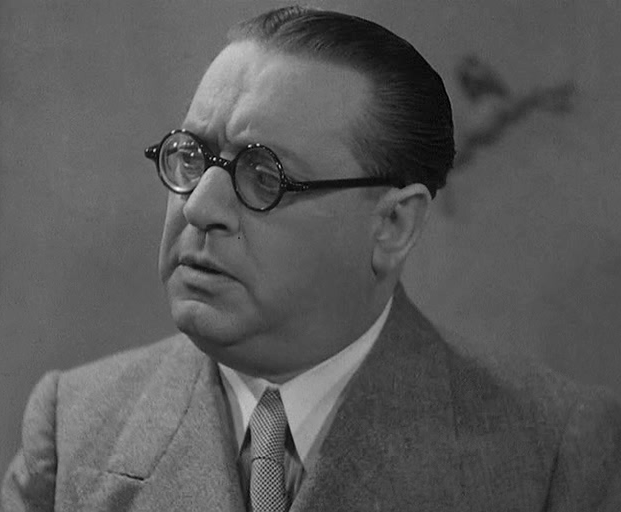
Oreste Bilancia in Fermo con le mani (1937)

- Il fauno, regia di Febo Mari (1917)[3]
- Lucciola, regia di Augusto Genina (1917)
- I topi grigi, regia di Emilio Ghione (1918)
- La casa di vetro, regia di Gennaro Righelli (1920)
- L'isola della felicità, regia di Luciano Doria (1921)
- Il fango e le stelle, regia di Pier Angelo Mazzolotti (1921)
- La statua di carne, regia di Mario Almirante (1921)
- La rosa di Fortunio, regia di Luciano Doria (1922)
- Sogno d'amore, regia di Gennaro Righelli (1922)
- L'inafferrabile, regia di Mario Almirante (1922)
- Le sorprese del divorzio, regia di Guido Brignone (1923)
- Treno di piacere, regia di Luciano Doria (1924)
- Largo alle donne!, regia di Guido Brignone (1924)
- Caporal Saetta, regia di Eugenio Perego (1924)
- La taverna verde, regia di Luciano Doria (1924)
- Voglio tradire mio marito, regia di Mario Camerini (1925)
- Briefe, die ihn nicht erreichten, regia di Friedrich Zelnik (1925)
- Frauen, die man oft nicht grüßt, regia di Friedrich Zelnik (1925)
- Der rosa Diamant, regia di Rochus Gliese (1926)
- L'ultimo Lord, regia di Augusto Genina (1926)
- Non si scherza con l'amore, regia di Georg Wilhelm Pabst (1926)
- Florette e Patapon, regia di Amleto Palermi (1927)
- Wenn der junge Wein blüht, regia di Carl Wilhelm (1927)
- Gauner im Frack, regia di Manfred Noa (1927)
- Vera Mirzewa o l'ultimo convegno (Der Fall des Staatsanwalts M...), regia di Rudolf Meinert e Giulio Antamoro (1928)
- Villa Falconieri, regia di Richard Oswald (1928)
- La grande tormenta, regia di Carmine Gallone (1928)
- La straniera, regia di Amleto Palermi e Gaston Ravel (1930)
- Il segreto del dottore, regia di Jack Salvatori (1930)
- Perché no?, regia di Amleto Palermi (1930)
- La donna di una notte, regia di Amleto Palermi (1931)
- La vacanza del diavolo, regia di Jack Salvatori (1931)
- Cinque a zero, regia di Mario Bonnard (1932)
- Il dono del mattino, regia di Enrico Guazzoni (1932)
- Paradiso, regia di Guido Brignone (1932)
- Zaganella e il cavaliere, regia di Gustavo Serena (1932)
- Quando eravamo muti, regia di Riccardo Cassano (1933)
- Sette giorni cento lire, regia di Nunzio Malasomma (1933)
- Kiki, regia di Raffaello Matarazzo (1934)
- La marcia nuziale, regia di Mario Bonnard (1934)
- La mia vita sei tu, regia di Pietro Francisci (1935)
- Casta diva, regia di Carmine Gallone (1935)
- Arma bianca, regia di Ferdinando Maria Poggioli (1936)
- Una donna tra due mondi, regia di Goffredo Alessandrini (1936)
- Ballerine, regia di Gustav Machatý (1936)
- Il diario di una donna amata, regia di Henry Koster (1936)
- L'ambasciatore, regia di Baldassarre Negroni (1936)
- Fermo con le mani!, regia di Gero Zambuto (1937)
- Condottieri, regia di Luis Trenker (1937)
- Jeanne Doré, regia di Mario Bonnard (1938)
- Il suo destino, regia di Enrico Guazzoni (1938)
- Jeanne Doré, regia di Mario Bonnard (1938)
- Mia moglie si diverte, regia di Paul Verhoeven (1938) anche versione tedesca, Unsere kleine Frau
- Per uomini soli, regia di Guido Brignone (1938)
- Amami Alfredo, regia di Carmine Gallone (1940)
- San Giovanni decollato, regia di Amleto Palermi (1940)
- Don Pasquale, regia di Camillo Mastrocinque (1940)
- Ecco la felicità, regia di Marcel L'Herbier (1940)
- La granduchessa si diverte, regia di Giacomo Gentilomo (1940)
- La reggia sul fiume, regia di Alberto Salvi (1940)
- Rosa di sangue (Angélica), regia di Jean Choux (1940)
- Taverna rossa, regia di Max Neufeld (1940)
- La donna perduta, regia di Domenico Gambino (1940)
- Il re del circo, regia di Hans Hinrich (1941)
- L'amante segreta, regia di Carmine Gallone (1941)
- Vertigine, regia di Guido Brignone (1942)
- Quattro passi fra le nuvole, regia di Alessandro Blasetti (1942)
- Dove andiamo, signora?, regia di Gian Maria Cominetti (1942)
- Due cuori fra le belve, regia di Giorgio Simonelli (1943)
- Macario contro Zagomar, regia di Giorgio Ferroni (1943)
- Rossini, regia di Mario Bonnard (1943)
- Il fiore sotto gli occhi, regia di Guido Brignone (1944)